# سید علی‌اکبر محتشمی‌پور
سید علی‌اکبر محتشمی‌پور (۸ شهریور ۱۳۲۶ – ۱۷ خرداد ۱۴۰۰) روحانی و سیاستمدار عضو شورای مرکزی مجمع روحانیون مبارز بود. وی وزیر کشور کابینه دوم میرحسین موسوی در زمان ریاست جمهوری سید علی خامنه‌ای (۱۳۶۸–۱۳۶۴)، نماینده دوره‌های سوم و ششم مجلس شورای اسلامی، از بنیان‌گذاران حزب‌الله لبنان و تا ۱۵ فروردین ۱۳۸۹ دبیرکل کنفرانس بین‌المللی پشتیبانی از فلسطین بوده است.
علی‌اکبر محتشمی‌پور در برخی از سیاست‌ها تفکراتی رادیکال داشت و از ترویج‌کنندگان و حامیان سیاست صدور انقلاب اسلامی بود. وی از اعضای جریان چپ اسلامی بود.
او همچنین در کنار صادق خلخالی و دیگر نمایندگان جناح چپ مجلس از صدام حسین در جریان حمله عراق به کویت پشتیبانی کرد و خواستار اتحاد ایران با صدام برای جنگ با آمریکا شده بود. (متن مذاکرات علنی مجلس شورای اسلامی: ۳۰ دی و ۱ بهمن ۱۳۶۹). محتشمی در جریان دهمین دوره انتخابات ریاست جمهوری ایران ریاست کمیته صیانت از آرای مردم ستاد انتخاباتی میرحسین موسوی را برعهده داشت.
علی‌اکبر محتشمی‌پور در جریان پذیرش قطعنامه ۵۹۸ شورای امنیت از جانب ایران، در قامت یک مخالف ظاهر شد و محمدجواد ظریف (از تنظیم کنندگان متن تنظیمی ایران) را آمریکایی خواند.
وی رئیس ستاد انتخاباتی مهدی کروبی در نهمین دوره انتخابات ریاست جمهوری ایران بود. او رئیس فراکسیون دوم خرداد در مجلس ششم بود و در انتخابات مجلس هفتم اگرچه پس از رد صلاحیت‌های گسترده از نامزدی انصراف داد. اما ریاست ستاد ائتلاف برای ایران متشکل از هشت گروه دوم خردادی را برعهده گرفت.
فخرالسادات محتشمی‌پور همسر مصطفی تاج‌زاده، دخترعموی علی‌اکبر محتشمی‌پور است.

## زندگی

### پیش از انقلاب
علی‌اکبر محتشمی‌پور در خانواده‌ای از سادات در تهران زاده شد. تحصیلات خود را در مدرسه علوی به پایان برد و سپس برای تحصیل علوم دینی از سال ۱۳۴۰ در حوزه‌های علمیه تهران، قم، و نجف به تحصیل پرداخت. از سرشناس‌ترین استادان وی در حوزه، روح‌الله خمینی، محمد صادقی تهرانی، سید حسن بجنوردی، ابوالقاسم خوئی، میرزا باقر زنجانی، و مصطفی خمینی بوده‌اند. نخستین بار در سال ۱۳۴۱ دستگیر شد و تا سال ۱۳۵۷ بیشتر عمر خود را در خارج از کشور گذراند. محتشمی پور همچنین مدتی در پاریس همراه روح‌الله خمینی بود.

### پس از انقلاب

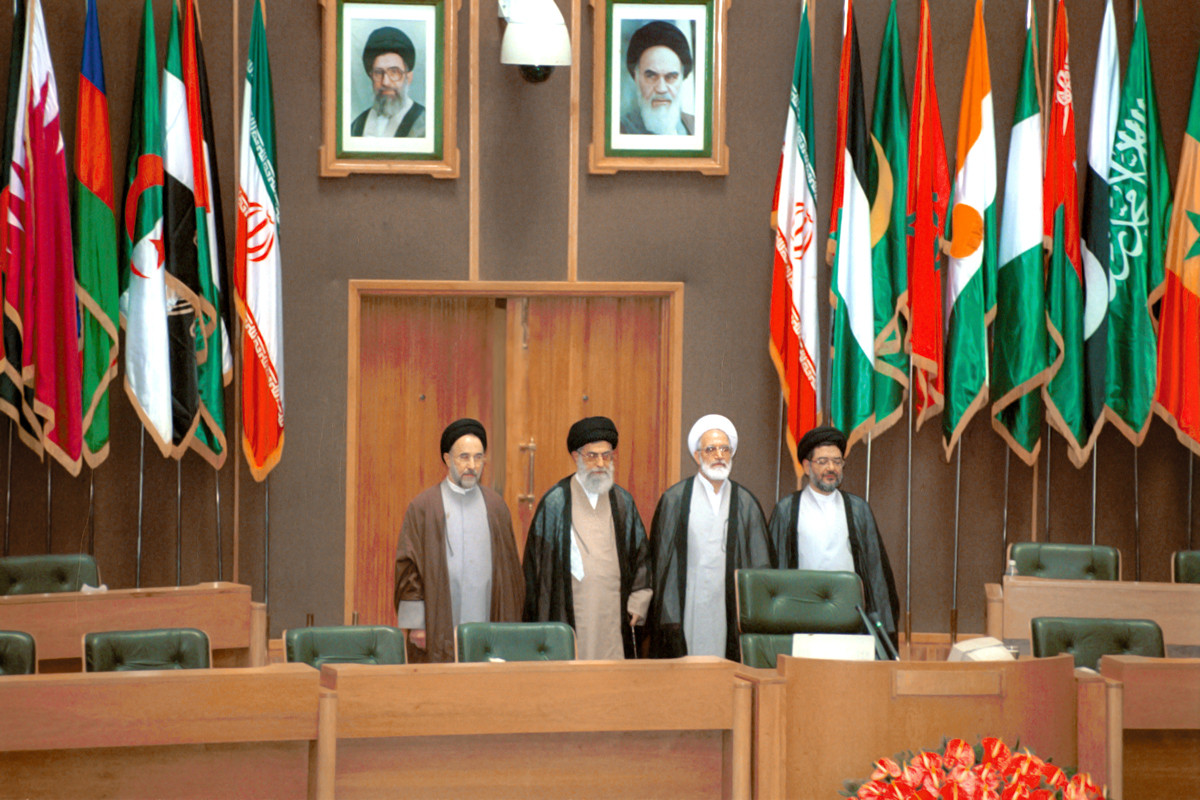
در کنفرانس بین‌المللی پشتیبانی از انتفاضه فلسطین، ۲۰۰۲

علی‌اکبر محتشمی‌پور پس از انقلاب ۱۳۵۷ نماینده او در سازمان صدا و سیما و عضو شورای سرپرستی این سازمان بود. علی‌اکبر محتشمی‌پور از سال ۱۳۶۰ تا ۱۳۶۴ سفیر جمهوری اسلامی ایران در سوریه بود که در همین سمت، حزب‌الله لبنان را بنیان گذاشت و به پشتیبانی از گروه‌های مسلح فلسطینی پرداخت. او در سال ۱۳۶۲ در حادثه ترور نافرجام به‌وسیلهٔ انفجار بمب کار گذاشته‌شده در بستهٔ پستی توسط اسرائیل، از ناحیه چشم، گوش و هر دو دست آسیب دید.
علی‌اکبر محتشمی‌پور در سال ۱۳۶۴ به ایران بازگشت و وزیر کشور دولت میرحسین موسوی شد. بازگشت او به ایران با اعتراض اعضای حزب‌الله همراه بود. در دوره وزارت کشور، درگیری‌هایی بین او و شورای نگهبان رخ دادند. او مخالف انتصاب محمد جواد ظریف به عنوان نماینده ایران در سازمان ملل متحد بود.
محتشمی‌پور از نزدیکان روح‌الله خمینی بود. اما پس از مرگ روح‌الله خمینی او نیز مانند برخی از دیگر چهره‌های جریان چپ اسلامی حذف شد. به گونه‌ای که با وجود درخواست ۱۰۰ نماینده مجلس سوم برای معرفی محتشمی‌پور به عنوان وزیر کشور، اکبر هاشمی رفسنجانی در دوره نخست ریاست‌جمهوری خود عبدالله نوری را به عنوان وزیر کشور معرفی کرد.
محتشمی‌پور محتشمی‌پور در انتخابات میان دوره‌ای مجلس سوم در بهمن ۱۳۶۸ به مجلس شورای اسلامی راه یافت و سخنرانی او به همراه صادق خلخالی برای حمایت از صدام یکی از موضوعاتی بود که جریان راست با آن به جریان چپ حمله می‌کرد. او خواستار حمایت از صدام در مقابل حمله آمریکا شد و گفت: «مسلمانان جهان با پذیرش رهبری اسلامی ایران توقع دارند پرچمداری جهاد و مبارزه با آمریکا در دست ایران و انقلاب ایران باشد. حوادث و بحران اخیر یادآور رویارویی و صف‌آرایی خالد بن ولید در برابر ابرقدرت‌های صدر اسلام است. او که عمری در صف کفر، شمشیر به روی پیامبر و مسلمانان کشید ولی در نهایت فاتح بزرگی برای مسلمانان شد».
بهزاد نبوی به همراه علی‌اکبر محتشمی‌پور از جمله پیشروان اصلاح‌طلبی در ایران بودند که در انتخابات مجلس سال ۱۳۷۰ توسط شورای نگهبان از شرکت در انتخابات منع شدند. پس از دور سوم مجلس نشریه بیان را منتشر می‌کرد که مخالف سیاست‌های اکبر هاشمی رفسنجانی بود. او همچنین سخنران نشست‌های دفتر تحکیم وحدت و دیگر گروه‌های جریان چپ بود.
محتشمی‌پور پس از پیروزی سیّد محمّد خاتمی در انتخابات ریاست جمهوری ۱۳۷۶ مشاور محمد خاتمی شد و در مرحله دوم انتخابات مجلس ششم به مجلس راه یافت. او به ریاست فراکسیون دوم خرداد مجلس رسید که همه نمایندگان اصلاح‌طلب عضو آن بودند. علی‌اکبر محتشمی‌پور همچنین بنیان‌گذار دبیرخانه دائمی پشتیبانی از انتفاضه فلسطین در مجلس بود و تا سال ۱۳۸۸ نیز ریاست این دبیرخانه را بر عهده داشت. اما پس از اعتراض برخی از نمایندگان مجلس از جمله حمید رسایی و مشورت علی لاریجانی با سید علی خامنه‌ای از این سمت برکنار شد. پس از پایان دوره مجلس ششم، محتشمی‌پور در یک مرکز مذهبی دارالزهرا نشست‌هایی را برگزار می‌کرد.
محتشمی‌پور در سال ۱۳۸۴ رئیس ستاد انتخاباتی مهدی کروبی بود. اما در سال ۱۳۸۸ ریاست کمیته صیانت از آرا در ستاد میرحسین موسوی را بر عهده گرفت. او در مقام ریاست این کمیته سخنرانی‌هایی را دربارهٔ تقلب در انتخابات ایراد کرد و شورای نگهبان را به مهندسی آرا متهم کرد. وی از سال ۱۳۸۹ ساکن نجف شد و ۱۰ سال پایان عمر خود را در نجف در سکوت خبری گذراند.

## درگذشت
محتشمی‌پور پس از ابتلا به کرونا از نجف به کرمانشاه و سپس به تهران منتقل شد و در ۱۷ خرداد درگذشت. محتشمی‌پور در اوایل خرداد ۱۴۰۰ در نجف به کرونا مبتلا می‌شود و پس از درمان اولیه در بیمارستان گلستان کرمانشاه با انتقال به بیمارستان خاتم الانبیاء در تهران، پس از چند روز درگیری با این بیماری در ۱۷ خرداد ۱۴۰۰ در سن ۷۵ سالگی درگذشت و در جوار حرم شاه عبدالعظیم حسنی در شهر ری به خاک سپرده شد.

## مسئولیت‌ها
محتشمی پور پیش و پس از انقلاب ۱۳۵۷ مسئولیت‌هایی داشته است که اهم آن‌ها عبارتند از:
- عضو دفتر روح‌الله خمینی در پاریس، قم و تهران در سال‌های (۱۳۵۹–۱۳۵۷)
- عضو هیئت منتخب خمینی برای بررسی بنیاد مستضعفان (۱۳۵۹)
- نمایندهٔ خمینی و مدیر صدای جمهوری اسلامی ایران (۱۳۵۹)
- عضو شورای سرپرستی سازمان صدا وسیما (۱۳۵۹)
- سفیر جمهوری اسلامی ایران در سوریه (۱۳۶۴–۱۳۶۰)
- وزیر کشور در کابینه میرحسین موسوی (از سال ۱۳۶۸–۱۳۶۴)
- عضو شورای مرکزی مجمع روحانیون مبارز
- عضو کمیته مشاوران سیاسی رهبری از سال ۱۳۶۸
- نماینده مردم تهران (دوره سوم مجلس شورای اسلامی) از سال ۱۳۶۸ و رئیس کمیسیون دفاع و دبیرکل گروه بین‌المجالس در مجلس شورای اسلامی
- رئیس کمیته علمی کنفرانس بزرگداشت بیستمین سالگرد درگذشت سید مصطفی خمینی
- مدیر مسئول مجله «بیان» در سال ۷۰–۱۳۶۹
- مشاور اجتماعی ریاست جمهوری محمد خاتمی از سال ۱۳۷۸–۱۳۷۶
- رئیس کمیته علمی ستاد صدمین سالگرد میلاد روح‌الله خمینی
- مدیرمسئول روزنامه بیان (توقیف شده)
- نماینده مردم تهران – شمیران – شهر ری – اسلامشهر در دوره ششم مجلس شورای اسلامی
- رئیس فراکسیون جبهه دوم خرداد در دوره ششم مجلس شورای اسلامی (فراکسیون اکثریت)
- دبیرکل کنفرانس بین‌المللی پشتیبانی از قدس و پشتیبانی از حقوق مردم فلسطین (ایرا
- رئیس مجمع سازمان‌های غیردولتی فعالان حامی آزادی قدس (ایران)
- نایب رئیس هیئت امنای مؤسسه القدس الدولیة (بیروت)